# Казабјанка (Пјаченца)
Казабјанка (итал. Casabianca) је насеље у Италији у округу Пјаченца, региону Емилија-Ромања.
Према процени из 2011. у насељу је живело 36 становника. Насеље се налази на надморској висини од 61 м.